# Grammy Latino de 2010
A 11ª edição do Grammy Latino (11th Annual Grammy Latino) foi realizada em 11 de novembro de 2010 no Mandalay Bay Events Center, em Las Vegas, Nevada. O período de elegibilidade para gravações serem indicadas foi entre 1 de julho de 2009 e 8 de setembro de 2010. Em 14 de setembro, foi anunciado como o homenageado da edição, o tenor espanhol Plácido Domingo. 

## Vencedores-gerais

### Gravação do Ano
"Mientes" - Camila
- "Tua" - Maria Bethânia
- "Se Me Hizo Fácil" - Concha Buika
- "Una Canción Me Trajo Hasta Aquí" - Jorge Drexler
- "Desde Cuándo" - Alejandro Sanz

### Álbum do Ano
A Son de Guerra - Juan Luis Guerra
- Y. - Bebe
- Cardio - Miguel Bosé
- Dejarte de Amar - Camila
- Paraíso Express - Alejandro Sanz

### Canção do Ano
"Mientes" - Camila
- "Cuando Me Enamoro" - Enrique Iglesias
- "Desde Cuándo" - Alejandro Sanz
- "Las Calles" - Rubén Blades
- "Una Canción Me Trajo Hasta Aquí" - Jorge Drexler

### Artista revelação do ano
Alex Cuba
- Estrella
- Maria Gadú
- Jotdog
- Koko

## Vencedores na Categoria Pop

### Performance Vocal Feminina de Pop do ano
"Mi Plan" - Nelly Furtado
- "Y." - Bebe
- "Black Flamenco" - Estrella
- "Cuéntame" - Rosario Flores
- "Boleto de Entrada" - Kany García

### Performance Vocal Masculina Pop do Ano
"Paraíso Express" - Alejandro Sanz
- "Iconos" - Marc Anthony
- "Alex Cuba" - Alex Cuba
- "Vinagre y Rosas" - Joaquín Sabina
- "Métodos de Placer Instantáneo" - Aleks Syntek

### Performance Vocal Pop de dupla ou grupo do Ano
"Dejarte de Amar" - Camila
- "X-Anniversarium" - Estopa
- "Jotdog" - Jotdog
- "Los Claxons" - Los Claxons
- "Aquí y Ahora" - Taxi

## Vendedores na Categoria Rock

### Álbum de Rock do Ano
Fuerza natural - Gustavo Cerati
- Bohemia Suburbana — Bohemia Suburbana
- On the Rock - Andrés Calamaro
- Hipnosis - Chetes
- Si No Nos Mata - Viniloversus

### Canção de Rock do Ano
"Deja Vu" - Gustavo Cerati
- "Arena" - Chetes
- "Cárcel" - Sebastián Franco, Jesús Herrera, Amauri Sepúlveda, Diego Suárez e Marcos Zavala
- "Lo Comandas" - Bruno Albano Naughton
- "Los Divinos" - Andrés Calamaro

## Vencedores na Categoria Regional Brasileira

### Álbum de Pop Contemporâneo Brasileiro do Ano
Bom Tempo - Sérgio Mendes
- Vagarosa - CéU
- AfricaNatividade - Cheiro de Brasil - Sandra de Sá
- As Máscaras - Claudia Leitte
- Ao Vivo: Na Linha do Tempo Vol. 1 - Michael Sullivan

### Álbum de Samba/Pagode do Ano
Tô Fazendo a Minha Parte - Diogo Nogueira
- Acesa - Alcione
- Poeta da Cidade: Martinho Canta Noel - Martinho da Vila
- Ao Vivo no Morro - Grupo Revelação
- Monobloco 10 - Monobloco
- MTV Especial: Uma Prova de Amor ao Vivo - Zeca Pagodinho

### Álbum de MPB do Ano
Banda Dois - Gilberto Gil
- Não Vou Pro Céu, Mas Já Não Vivo no Chão - João Bosco
- Inner World - Dori Caymmi
- Toninho Horta - Harmonia & Vozes - Toninho Horta
- Slow Music - Joyce
- D.N.A. - Jorge Vercillo

### Álbum de Música Sertaneja do Ano
Double Face - Zezé Di Camargo & Luciano
- Coração Apaixonou - João Bosco & Vinícius
- Se For Pra Ser Feliz - Chitãozinho & Xororó
- Esse Alguém Sou Eu - Leonardo
- Retrato - César Menotti & Fabiano
- Ao Vivo - Luan Santana
- Ao Vivo e em Cores em São Paulo - Victor & Leo

### Álbum de Música Regional ou de Raizes Brasileiras do Ano
Fé na Festa - Gilberto Gil
- Daquele Jeito - Frank Aguiar
- 10 Anos - Banda Calypso
- Gaúcho Doble Chapa - Gaúcho da Fronteira
- Lugar da Alegria - EVA

### Canção Brasileira do Ano
"Tua" - Maria Bethânia (Adriana Calcanhotto)
- "Há de Ser" - Jorge Vercillo
- "Litoral e Interior" - Sérgio Santos
- "Quebra-Mar" - Dori Caymmi (Dori Caymmi, Paulo César Pinheiro)
- "Tantas Marés" - Edu Lobo (Edu Lobo, Paulo César Pinheiro)

## Vencedores na Categoria Infantil

### Álbum Infantil Latino do Ano
Luis Pescetti - Luis Pescetti
- MPB Pras Crianças - Banda de Boca
- Insectos y Bicharracos - Rita Rosa
- Brasileirinhos - Vários artistas
- Lo Mejor De Playhouse Disney - Vários artistas

## Vencedores na Categoria Clássico

### Álbum de Música Clássica do Ano
Integral Cuartetos De Cuerda - Leo Brouwer
Vital - Fernando Otero